# Hem Ljuva Hem Trädgård
Hem Ljuva Hem Trädgård är en svensk trädgårdstidning. Den utges en gång i månaden under trädgårdssäsongen av tidningsförlaget Station 5 AB, och har över 147 000 läsare.